# Šamotuly
Šamotuly (polsky Szamotuły, německy Samter či Samtern) je město v Polsku ve Velkopolském vojvodství, centrum okresu Šamotuly a městsko-vesnické gminy Šamotuly, ležící asi 35 km severozápadně od Poznaně na říčce Samě. V roce 2024 zde žilo 18 178 obyvatel.

## Historie
První písemná zmínka o tomto místě pochází z roku 1231, kdy bylo uvedeno pod názvem de Samotul.
V první polovině 16. století začali do Šamotul přicházet luteráni, kalvíni a čeští bratři. Do Polska přišli především kvůli náboženskému pronásledování. Město vlastnil Andrzej Górka (zemřel 1551). Majitelé Šamotul – Lukasz II. Górka a Jan Świdwa – podporovali reformátory, díky čemuž se Šamotuly v 16. století staly důležitým centrem reformace v Polsku, byl zde mj. vytištěn českojazyčný Šamotulský kancionál.  První tiskárna ve Velkopolsku byla pravděpodobně založena v roce 1551 v hospodářské budově zámku Šamotul. V letech 1558 až 1561 tiskárnu spravoval český tiskař Aleksander Aujezdecki. Během jeho působení bylo v tiskárně Šamotul vydáno osm knih v polštině, češtině a latině o celkovém rozsahu přes 260 stran. Tiskárna byla uzavřena v roce 1575.

## Osobnosti
- Philipp Scharwenka (1847 – 1917), hudební skladatel a pedagog
- Xaver Scharwenka (1850 – 1924), hudební skladatel, klavírista a pedagog